# Grouper
Grouper – solowy projekt amerykańskiej wokalistki i gitarzystki Liz Harris z Portland. Jej muzyka to połączenie dźwięków gitary akustycznej, onirycznego, ledwo słyszalnego głosu i elektronicznych hałasów. Muzyka grouper zwykle charakteryzowana jest jako folk albo drone.
Liz Harris zaczęła wydawać płyty w 2005 roku, początkowo własnym nakładem (pierwsza self-titled płyta), wydając później krążki przez mniejsze wytwórnie. Dopiero płyta, Dragging a Dead Deer Up a Hill, wydana w 2008 roku przykuła uwagę takich magazynów jak Pitchfork Media, Stereogum czy Gorilla vs. Bear (2. najlepszy album roku). Kolejne lata wypełniły Harris koncerty, m.in. jako support Animal Collective w 2009 roku i na festiwalu All Tomorrow’s Parties w 2011. Kolejne płyty, podwójna seria A I A (Alien Observer & Dream Loss) oraz Violet Replacement  również okazały się sukcesem i ugruntowały jej pozycję. W 2013 ukazał się kolejny krążek, The Man Who Died In His Boat, zbierający niewydane utwory z okolic 2008 roku.

## Dyskografia

### Albumy
- Grouper, CD-R (2005)
- Way Their Crept, CD (2005), reedycja na 12" winylu (2007)
- Wide, CD i 12" Vinyl (2006)
- Cover the Windows and the Walls, 12" winyl (2007), reedycja na CD I limitowanym winylu (2009)
- Dragging a Dead Deer Up a Hill, CD and 12" Vinyl (2008)
- A I A: Dream Loss and Alien Observer, dwa 12" winyle (2011)
- Violet Replacement (2012)
- The Man Who Died In His Boat (2013)
- Ruins (2014)
- Grid of Points (2018)

### EPki/Single
- He Knows, CD-R (2006), reissued on 7" Vinyl (2009)
- Tried, 7" Vinyl (2007)
- Hold/Sick, 7" Vinyl (2010)
- Water People, 7" Vinyl (2011)

### Współpraca
- Xiu Xiu vs. Grouper - Creepshow, CD i Mini LP (2006)
- Visitor (EP)  - Grouper & Ilyas Ahmed (2011)
- Foreign Body, vinyl i CD (jako Mirrorring) (2012)
- Slow Walkers (Harris+Lawrence English) - s/t (2013)
- Raum (with Jefre Cantu-Ledesma) - The Event of Your Leaving (2013)

### Splity
- w/Inca Ore, Cassette (2007), reissued on CD and 12" Vinyl (2008)
- w/City Center, 7" Tour Vinyl (2008)
- w/Pumice, 7" Tour Vinyl (2009)
- w/Roy Montgomery, 12" Vinyl (2009)
- Tsuki No Seika: Volume One w/Xela, 7" winyl (2009)